# Ка Бела I (Варезе)
Ка Бела I је насеље у Италији у округу Варезе, региону Ломбардија.
Према процени из 2011. у насељу је живело 15 становника. Насеље се налази на надморској висини од 507 м.